# 劉端 (西漢)
膠西於王劉端（？—前108年），漢景帝之子，周亞夫平定七國之亂後，封膠西王。史載劉端“為人賊戾，又陽痿，一近婦人，病數月，有所愛幸少年，以為郎。郎与后宮亂，端禽滅之，及殺其子女”，数次杀害二千石官吏。公孙弘因为嫉妒董仲舒，推荐董仲舒任胶西国相。刘端因董仲舒是大儒，善待他，董仲舒担心时间长了自己获罪，四年后称病辞职。
刘端谥号于 。死后因无子，国除。

## 註解
1. ↑  《漢書·武帝紀》：秋七月，膠西王端薨。
2. ↑  《汉书》卷五：立皇子端為膠西王，勝為中山王。

## 延伸阅读
[在维基数据编辑]
 《史記/卷059》，出自司馬遷《史記》
 《漢書/卷053》，出自班固《漢書》